# Bristol (Connecticut)
Bristol város az USA Connecticut államában, Hartford megyében. Lakosainak száma 60 833 fő (2020. április 1.).

## Népesség
A település népességének változása:
| Lakosok száma | 60 477 | 60 625 | 60 833 |
|               | 2010   | 2015   | 2020   |